# 1356
1356 (MCCCLVI) a fost un an bisect al calendarului iulian, care a început într-o zi de duminică.

## Evenimente
- 19 septembrie: Bătălia de la Poitiers. Înfrângere catastrofală a regelui Franței Ioan II în Războiul de 100 de ani dintre Franța și Anglia, de către trupele engleze sub conducerea lui Eduard Prințul Negru.

## Nașteri
- dată necunoscută: Papa Bonifaciu al IX-lea  (d. 1404)
- dată necunoscută: Ioana de Bavaria (1356–1386) soția împӑratului Venceslau (d. 1386)
- dată necunoscută: Thomas al III-lea de Saluzzo  (d. 1416)